# Kedang
Kedang (Kdang, Dang, Kedangese) ist eine auf der Insel Lembata im östlich von Flores gesprochene Sprache. Sie gehört zu den zentral-östlichen-malayo-polynesischen Sprachen der malayo-polynesischen Sprachen innerhalb der austronesischen Sprachen.